# Xuân Hưng
Xuân Hưng là một xã thuộc tỉnh Ninh Bình, Việt Nam. Trụ sở xã nằm cách phường Hoa Lư - trung tâm tỉnh lỵ Ninh Bình 47 km về phía Đông.		
Theo Nghị quyết số 1674/NQ-UBTVQH15 ngày 16/6/2025 về sắp xếp các đơn vị hành chính cấp xã của tỉnh Ninh Bình năm 2025, sắp xếp các xã Xuân Vinh, Trà Lũ và Thọ Nghiệp (của huyện Xuân Trưởng, tỉnh Nam Định cũ) thành xã mới có tên gọi là xã Xuân Hưng. 	
Xã Xuân Hưng có diện tích: 23,17 km², dân số: 53.539 người, mật độ dân số: 2311 người/km². Đây là đơn vị có diện tích xếp thứ: 91, số dân xếp thứ: 7 và mật độ dân số xếp thứ: 4 trong số 129 xã, phường ở Ninh Bình.  

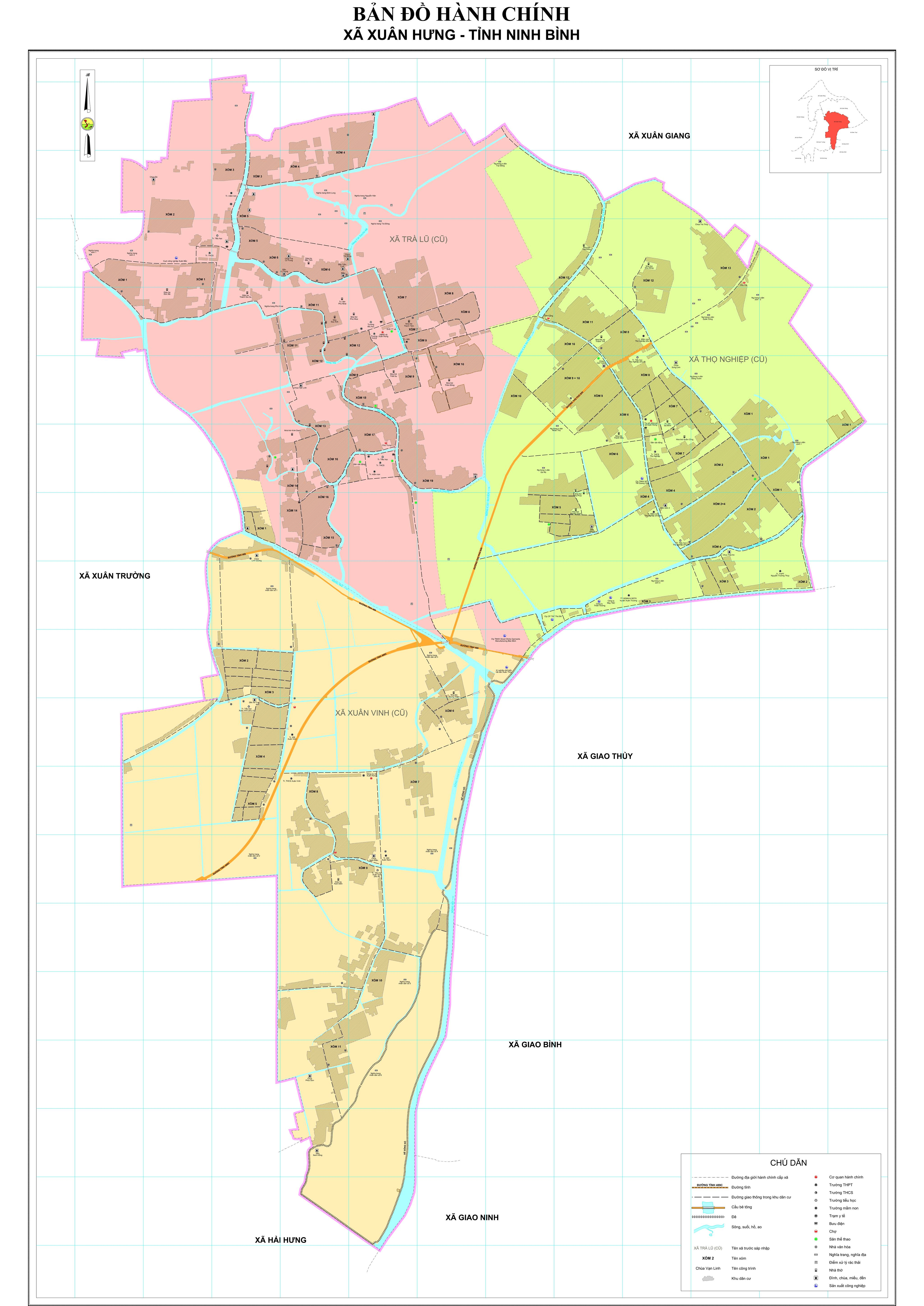
Bản đồ hành chính xã Xuân Hưng năm 2025

## Các thôn làng cổ
Các làng cổ của xã Xuân Hưng được thành lập sớm nhất từ khoảng cuối thế kỷ XV thời Lê, đến thời Nguyễn. Đầu tiên là các trang ấp, hình thành ở vùng bãi bồi cửa biển sông Sò (sông Ngô Đồng, Ngự Hàn) là dòng chính của sông Hồng cổ, tới khi sông Hồng chuyển dòng sau kiện "Ba Lạt phá hội" năm 1787, các sông chi lưu khác như Cát Xuyên (Cát Xuyên), sông Trà (Trà Giang), sông Mã... cũng gắn bó chặt chẽ với lịch sử lập làng cổ ở Xuân Hưng. Buổi ban đầu lập ấp, người dân chọn các cồn gò, bãi cao làm nơi quần cư, chọn dải ruộng tốt để canh tác trước nên ruộng đất các làng không phân biệt xa gần, đan xen vào nhau, tục gọi là "cài răng lược".

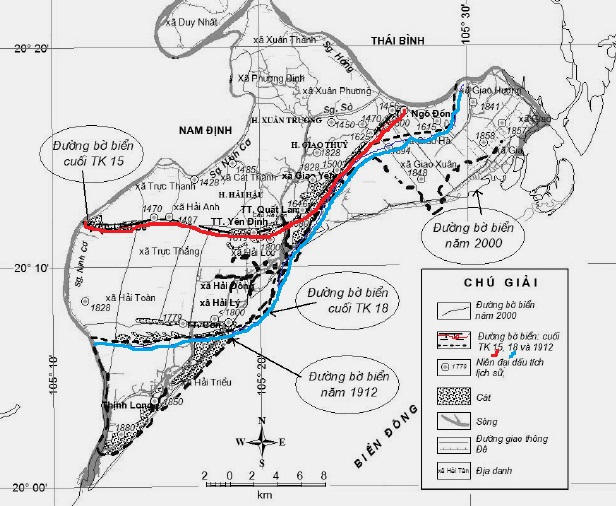
Sơ đồ biến đổi đường bờ phía nam cửa sông Hồng. Nguồn Viện KH Thủy lợi, ST. Phan Văn Chính

Khi hệ thống đê điều, thủy lợi ổn định, dân số đông, kinh tế phát triển thì các trang ấp được nâng thành thôn làng, làng lớn phát triển thành các xã, rồi lại tách thành các thôn làng nhỏ, lân, giáp, trại... Từng thời kỳ lịch sử, việc chia tách sáp nhập hành chính có lúc nâng thành xã, có lúc xuống thành thôn. Hiện nay, các làng cổ được cộng đồng dân cư quản lý theo thiết chế văn hóa cộng đồng.
Xuân Hưng gồm có các làng cổ Trà Lũ Trung (Trà Trung), Trà Lũ Bắc (Trà Bắc), Trà Lũ Đông (Trà Đông), Trà Lũ Đoài (Trà Đoài), Phú Nhai, Trà Khê Thủy (Trà Thủy), Lạc Nghiệp, Quần Cống (Thiên Thiện), Nhân Thọ, Tự Lạc, An Cư (Bình Cư, Yên Cư), Nam Điền, Quần Lung.
Làng Trà Lũ cổ được hình thành từ khoảng niên hiệu Hồng Đức (1470), từ các nhóm cư dân Thanh Hóa, Hải Dương, Hưng Yên, Hà Nội, Nghệ Tĩnh... di cư đến. Trà Lũ ban đầu có 3 thôn Bắc, Trung, Đông. Làng Trà Lũ Trung có họ Trần, Hoàng, Phạm, Lưu (sau này họ Lưu chuyển về làng Trà Bắc); Trà Lũ Bắc có họ Bùi, Đỗ, Vũ, Nguyễn, Lê, Mai (sau này có họ Mai Đinh, họ Trần chi trừ Trà Trung đến); Trà Lũ Đông có họ Phan, Lê, Hoàng, Phạm, Đỗ, Bùi, Khổng, Đinh (sau này thêm hai họ Vũ và họ Trần).

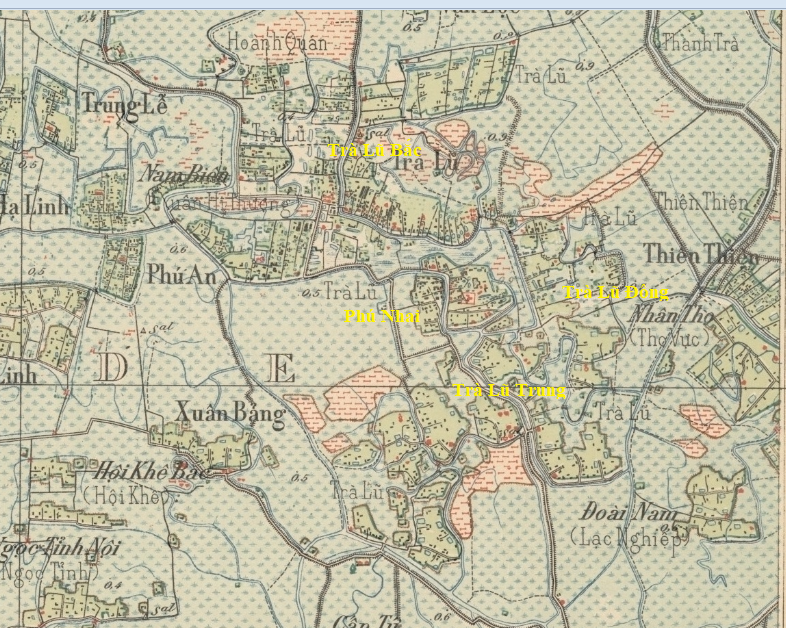
Bản đồ Trà Lũ và phụ cận năm 1905, tỉ lệ 1 : 25.000. ST. Phan Văn Chính

Năm Thành Thái thứ nhất (1889) do việc tăng đinh, mà các Giáp giáo - Họ đạo (theo đạo Công giáo) của Trà Lũ hợp thành thôn Đoài - Trà Lũ Đoài. Hiện nay, là các giáo họ Công giáo trong Trà Lũ đang lệ vào xứ Phú Nhai.
Năm Duy Tân thứ 9 (1915), 4 thôn của xã Trà Lũ tách thành 4 xã: Trà Lũ Trung, Trà Lũ Bắc, Trà Lũ Đông, Trà Lũ Đoài thuộc tổng Trà Lũ.
Làng Nam Điền thuộc tổng Trà Lũ, có các họ Ngô, Đoàn, Trần, Phạm, Đỗ, Hoàng, Bùi, Doãn, Đinh... nguyên xưa là ruộng chung của Trà Lũ, ruộng này cấp cho binh lính của làng cày cấy, biệt lập thành "trại" ở phía nam. Đến năm Thành Thái thứ hai (1890), Nam Điền tách thành xã hiệu riêng gồm các thôn Thượng, Trung, Nam (sau 1952 đổi tên Quốc Khánh, Quang Trung, Nam Hải).
Làng Phú Nhai là một trại cũ thuộc tổng Thủy Nhai, có vị thế đặc biệt ở giữa làng Trã Lũ, địa hình thấp trũng hơn xung quanh. Khu vực Phú Nhai là một "vụng thuyền chài" được người họ Đinh từ Thủy Nhai xuống khai phá. Đến thời Nguyễn thì lập thành xã riêng, dân cư theo đạo Công giáo toàn tòng, còn số dân không theo đạo thì chuyển cư sang xứ Sài Nội - Trà Lũ Trung, Trà Lũ Đông và di cư đi Đông Trà - Thái Bình.
Làng Trà Thủy (Trà Khê Thủy thôn) có các họ Nguyễn, Đỗ, Đặng, Phạm, Đinh lập ấp từ niên hiệu Hồng Đức 1470 thuộc tổng Trà Lũ. Năm Hồng Đức mười hai (1481) được công nhận xã hiệu (cùng làng Trà Khê Cựu, nay thuộc Xuân Giang)
Làng Quần Cống (Thiên Thiện) khoảng năm 1428 cụ tổ họ Phạm người làng Hạ Đoạn (Hải Dương) đến lập nghiệp ở vùng Mả Màn (đồng Thổ). Năm 1431, cụ Nguyễn Tuệ, cụ Ngô Thức và cụ Đỗ Phúc Lãng từ kinh đô đến lập nghiệp ở ấp Đồng Thiện, khi dân cư đã đông chính quyền công nhận xã hiệu Quần Cống. Đến năm 1831, trong thời kỳ sát đạo Gia-tô, tổng đốc Nam Định tâu với nhà vua đổi Quần Cống thành Thiên Thiện xã, thuộc tổng Trà Lũ.
Làng Lạc Nghiệp thuộc tổng Trà Lũ, từ trước năm 1428 đã có một số người từ Hải Dương đến lập ấp. Tiếp đến có cụ Tả đô đốc Trần Quý Uân, quan Bộ Lại là Nguyễn Hữu Dụ và quan Vệ úy là Phạm Tây đến xem xét việc khẩn hoang. Sau đó cụ Ngô Liễn đứng đầu, đưa 94 dân đinh đến khai phá đến năm Hồng Đức thứ hai (1471) chính thức "chiếm xạ" thành lập Lạc Nghiệp trang. Năm Thiện Đức (1600) thì chuyển cư về khu vực hiện nay. Làng Lạc Nghiệp có các họ Ngô, Trần, Phạm, Nguyễn, Đinh, Lê, Bùi, Lại, Vũ, muộn hơn có họ Hứa, họ Đặng xuống khai khẩn. Sau này, cư dân Lạc Nghiệp còn khai lập lên thôn Quần Lung và Đoài Nam (thuộc Xuân Hòa) và thôn Chí Thiện (thuộc Giao Thủy).
Làng Tự Lạc vào đầu triều Nguyễn, các cụ Ngô Văn Phú, Ngô Văn Tề, Trần Văn Hoàng từ thôn Lạc Nghiệp ra khai khẩn lập thành giáp Tự Lạc, về sau mộ thêm dân đinh ở nơi khác trong vùng đến thành lập ấp Tự Lạc. Năm 1829, quan Dinh điền sứ Nguyễn Công Trứ cho phép trưng 100 mẫu thành lập xã Tự Lạc, thuộc tổng Hoành Thu, huyện Giao Thủy. Năm 1936, làng Tự Lạc cắt chuyển về phủ Xuân Trường.
Làng Nhân Thọ được hai khẩn từ thời Hồng Đức, trước là cánh đồng xứ Hạ Đa, thuộc xã Hoành Vực (tức làng Thọ Vực) nhưng chỉ là một "trại" chưa có người ở. Đến thời Cảnh Hưng (1740-1789) cụ Lê Công Tâm cùng con trai là Lê Phúc Hạnh từ Thọ Vực xuống định cư. Sau đó, một số dân cư xuống tiếp, lập thành lân Thái Bình. Năm Thành Thái thứ tư (1892), thành lập thôn Nhân Thọ thuộc xã Hoành Vực, thuộc tổng Trà Lũ.
Làng An Cư từ niên hiệu Hồng Đức các cụ tổ họ Vũ, Đặng, Đỗ, Trần... đến khai hoang lập ấp. Ban đầu làng có hai ấp. Một ở khu Đồng Lãnh Thượng gần sông Ninh Cơ gọi là Tân Ấp (nay là Hạ Linh, Xuân Trường). Sau khi mở mang xuống phía nam có ấp mới tên là Bình Cư (vị trí hiện nay). Người An Cư có câu "Thượng chí Hoành Quán, hạ chí Cồn Tàu (Tồn Thành)" để chỉ khu vực ruộng đất người An Cư khai phá. Thế kỷ XVI, khi thiên tai làm vỡ đê, dân cư phiêu tán, cụ tổ Vũ Phúc Diễn chiêu dân tái lập Bình Cư. Năm Vĩnh Tộ thứ mười (1628) triều đình đo đạc lại, phục hồi ruộng đất, rồi đổi tên làng thành An Cư. 

## Lịch sử sáp nhập
Năm 1945: Sau cách mạng tháng Tám, ban đầu các làng cổ lập thành các xã.
Năm 1947: Làng An Cư và Xuân Bảng hợp nhất thành xã Xuân An.
Năm 1948: Làng Trà Trung, Trà Bắc, Trà Đông, Trà Đoài và Phú Nhai hợp nhất lại thành xã Trà Phú. Các làng Tự Lạc, Lạc Nghiệp, Thiên Thiện, Nhân Thọ hợp nhất thành xã Lạc Thiên Thọ.
Năm 1949: Khi Pháp tái chiếm Xuân Trường, các xã lại trở về là các làng cũ.
Năm 1950: Trà Phú tách thành xã Xuân Bắc và Trà Phú.
Năm 1952: Trà Phú đổi thành xã Xuân Phương, Trà Bắc đổi là xã Xuân Bắc, Xuân An vẫn gọi là xã Xuân An, Nam Điền đổi gọi là xã Xuân Nam, xã Lạc Thiên Thọ đổi thành xã Xuân Thọ và sáp nhập thêm làng Trà Thủy (tách ra từ xã Xuân Phong).
Năm 1956: Xuân Phương tách thành xã Xuân Phương (gồm Trà Lũ Đông, Phú Nhai và một phần Trà Đoài) và xã Xuân Trung. Xuân Thọ tách thành hai xã là Xuân Thọ (gồm Trà Thủy, Thiên Thiện, Nhân Thọ) và Xuân Nghiệp (gồm Tự Lạc, Lạc Nghiệp và trại Vạn Lộc).
Năm 1968: Tách làng Quần Lung khỏi xã Xuân Dương sáp nhập vào xã Xuân Nam.
Năm 1969: Sáp nhập xã Xuân Thọ với xã Xuân Nghiệp thành xã Thọ Nghiệp.
Năm 1971: Tách thôn An Cư của xã Xuân An sáp nhập vào xã Xuân Nam và đổi tên xã Xuân Nam thành xã Xuân Vinh.
Năm 2024: Sáp nhập 3 xã Xuân Bắc, Xuân Phương và Xuân Trung thành xã Trà Lũ.
Năm 2025: Sắp xếp các xã Trà Lũ, Xuân Vinh và Thọ Nghiệp (của huyện Xuân Trưởng, tỉnh Nam Định cũ) thành xã mới có tên gọi là xã Xuân Hưng thuộc tỉnh Ninh Bình mới.

## Khoa cử và giáo dục
Năm 2025, xã Xuân Hưng có 6 trường đạt chuẩn quốc gia mức độ 2 và chuẩn xanh - sạch - đẹp - an toàn; có thêm 15 trường đạt chuẩn xanh - sạch - đẹp - an toàn. Tỷ lệ học sinh tốt nghiệp THCS vào học lớp 10 THPT đạt 87%

## Kinh tế và làng nghề
Tốc độ tăng trưởng giá trị sản xuất bình quân hằng năm đạt 12,6%. Cơ cấu kinh tế tiếp tục chuyển dịch tích cực, năm 2025 khu vực nông nghiệp và thủy sản chiếm 10%, khu vực công nghiệp, xây dựng và dịch vụ chiếm 90%.
Trong lĩnh vực nông nghiệp, năng suất lúa bình quân đạt 122,03 tạ/ha, sản lượng thịt hơi xuất chuồng đạt 1.268 tấn/năm và sản lượng thủy sản đạt 732 tấn/năm. Giá trị sản xuất trên mỗi ha canh tác đạt 122,6 triệu đồng. Tổng giá trị sản xuất công nghiệp và tiểu thủ công nghiệp đạt 3.040 tỷ đồng. Thu nhập bình quân đầu người đạt 85 triệu đồng/năm. Thu ngân sách tổng 202,842 tỷ đồng, đạt 149% so với dự toán được giao (năm 2025).
Về xây dựng nông thôn mới, toàn xã có 36/43 xóm đạt chuẩn kiểu mẫu. Tỷ lệ lao động qua đào tạo đạt 87,8%, tỷ lệ hộ nghèo giảm xuống còn 0,7% theo chuẩn đa chiều. Tỷ lệ tham gia bảo hiểm y tế đạt 95%, rác thải sinh hoạt được thu gom và xử lý đạt 98%.
Cơ sở hạ tầng của xã đầy đủ các công trình thiết yếu như trường học các cấp, trạm y tế, nhà văn hóa, chợ trung tâm, nhà thờ, chùa và các công trình phúc lợi khác. Xuân Hưng có Cụm công nghiệp Xuân Bắc và nhiều doanh nghiệp lớn như Smart Shirts Garments Manufacturing Bảo Minh, May T&C, Công ty Thiên Vương… tạo việc làm cho hàng nghìn lao động địa phương, góp phần chuyển dịch cơ cấu kinh tế theo hướng công nghiệp hóa.
Về nông nghiệp, Xuân Hưng nổi tiếng với truyền thống thâm canh lúa nước, năng suất cao, chất lượng ổn định. Song song với đó, nhiều làng nghề truyền thống vẫn được bảo tồn và phát triển như thêu ren Phú Nhai, đồ gỗ mỹ nghệ Trà Đông, vận tải thủy Xuân Trung, chế biến lâm sản và khâu nón Xuân Bắc, vận tải khách Thọ Nghiệp, xây dựng An Cư, nuôi trồng thủy sản ở vùng Nam Điền. 

## Di tích lịch sử cách mạng

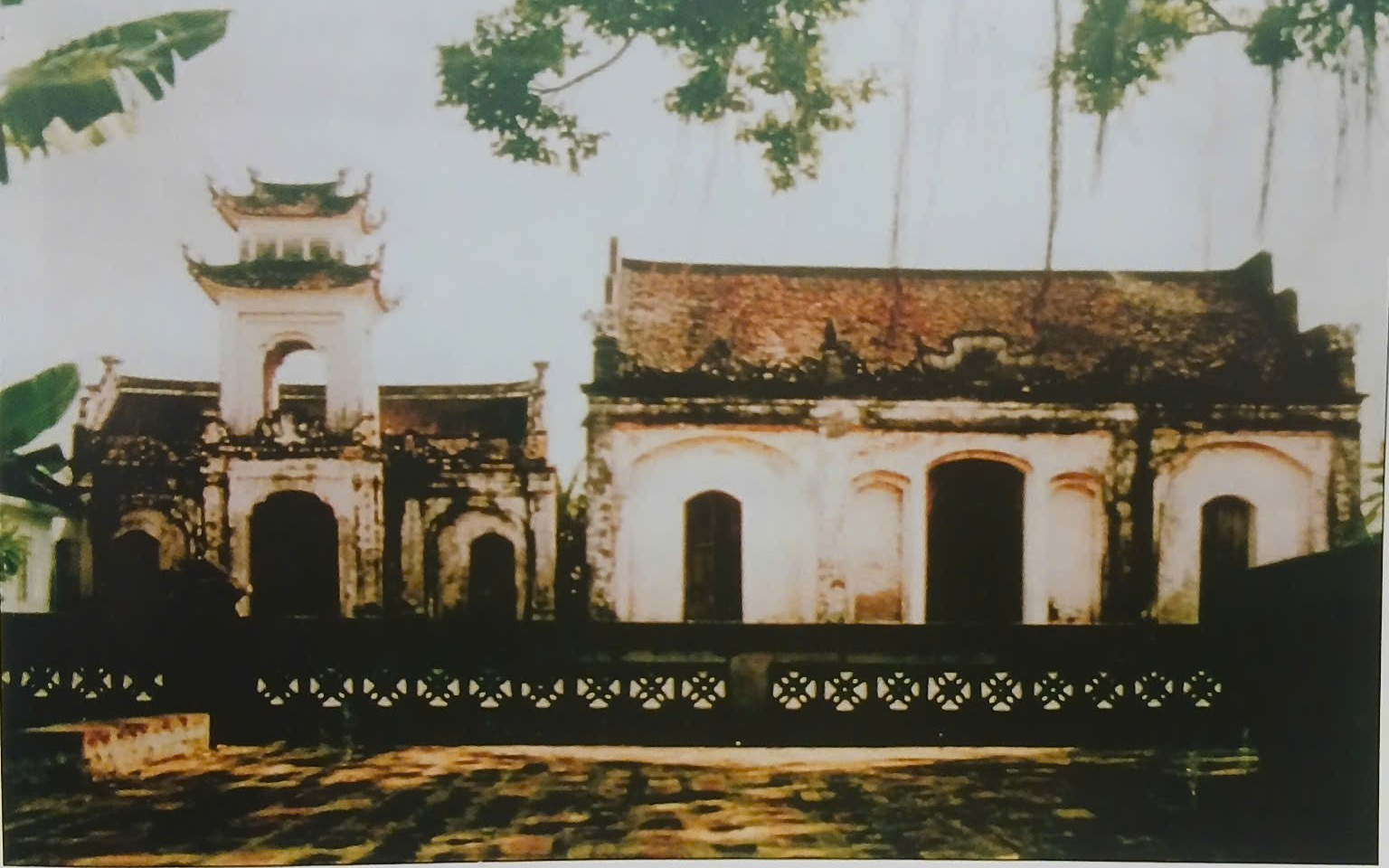
Đền, chùa làng Tự Lạc - Nơi thành lập chi bộ Cộng sản đầu tiên ba huyện phía đông nam tỉnh. (St. PVC)

Đền - chùa Tự Lạc (Thái An tự) - Nơi thành lập chi bộ Đảng đầu tiên ba huyện phía đông nam tỉnh Ninh Bình (Xuân Trường, Giao Thủy, Hải Hậu)
Đền Tự Lạc ban đầu đắp đất, mái lợp tranh bổi. Năm Đinh Hợi (1887) xây dựng kiểu chữ Đinh, đến năm Ất Sửu (1926) thì tu sửa lớn. Đền thờ thành hoàng là anh hùng dân tộc Triệu Việt Vương chống quân Lương vào thế kỷ thứ VI và các vị thủy tổ, tiên công lập làng Tự Lạc.
Chùa Tự Lạc thờ Phật, tên chữ là Thái An tự, được xây dựng từ năm Quý Mão (1843), tu bổ lớn vào năm Ất Sửu (1925), chùa kiến trúc kiểu “tiền chữ Nhất hậu chữ Đinh” gồm 3 tòa: tiền đường, trung đường và cung cấm được lợp ngói nam, tường trụ xây gạch, rường hoành bằng gỗ lim.
Năm 1858, khi thực dân Pháp nổ súng tấn công Đà Nẵng, nhiều người dân làng Tự Lạc đã tình nguyện tham gia đội quân nghĩa dũng của cụ đốc học Phạm Văn Nghị vào Nam đánh Pháp. Sau này, các phong trào Đông Du, Đông Kinh Nghĩa Thục cũng được thanh niên nơi đây tham gia nhiệt tình.
Tháng 9-1927, Hương sư làng Lạc Nghiệp là thầy giáo Nguyễn Trường Thúy, quê gốc Nghệ An, có tinh thần cách mạng đã tham gia tổ chức Việt Nam Thanh niên Cách mạng đồng chí Hội được phân công về xã Tự Lạc dạy học. Khi về xã, thầy giáo  liên lạc với cụ Nguyễn Xuân Lầm, người được chỉ định làm liên lạc viên giữa tỉnh và các huyện phía nam tỉnh. Hai cụ đã vận động thành lập tổ chức Việt Nam Thanh niên Cách mạng đồng chí Hội ở địa phương với 6 người, gồm: ông Nguyễn Xuân Lầm (tức Trọng) làm Tổ trưởng, cụ Trịnh Thế Rĩnh (tức Cựu Rĩnh), thầy giáo Trịnh Thế Cửu (tức Tứ) ở Tự Lạc; thầy giáo Nguyễn Trường Thúy (tức Kiếm Sơn); Vũ Quý Huỳnh (tức Trà) và Hồ Gia Tưởng (tức Hoa) ở Giao . 
Tháng 6-1929, tổ chức Đông Dương Cộng sản Đảng được thành lập ở Nam Định; Cũng thời điểm này, tổ chức Việt Nam Thanh niên Cách mạng đồng chí Hội tại Tự Lạc đã tuyển chọn hội viên chuyển thành tổ chức Đông Dương Cộng sản Đảng với 3 người là cụ Nguyễn Xuân Lầm, cụ Nguyễn Trường Thúy và cụ Phạm Ry, do cụ Nguyễn Trường Thúy làm Bí thư. Chi bộ được đồng chí Nguyễn Hới - Bí thư tỉnh ủy Nam Định trực tiếp chỉ đạo nên hoạt động rất hiệu quả.  
Ngày 3-2-1930, sau khi Nguyễn Ái Quốc chủ trì Hội nghị hợp nhất ba tổ chức cộng sản thành Đảng Cộng sản Việt Nam. Các đảng viên của Đông Dương Cộng sản Đảng tại Tự Lạc được chuyển thành đảng viên Đảng Cộng sản Việt Nam. Đến cuối năm 1930, chi bộ đã có 14 đảng viên.
Từ đây, chùa Tự Lạc trở thành trung tâm hoạt động của Đảng ở khu vực các huyện Xuân Trường, Giao Thủy và Hải Hậu. Các đồng chí: Đặng Xuân Thiều, Đặng Quốc Bảo, Đinh Thị Vân, Phan Đình Khải (tức Lê Đức Thọ)… thường xuyên qua lại chùa Tự Lạc để chỉ đạo phong trào cách mạng tại địa phương.
Tối 20-8-1945, tại chùa Tự Lạc, các đồng chí: Nguyễn Xuân Lầm, Nguyễn Xuân Kỷ (ở Tự Lạc), Bùi Gia Sơ, Trần Gia Lũy, Bùi Đắc Biên (ở Lạc Nghiệp), Phạm Cương (ở Hà Cát), Tô Quang Giáp (ở Hoành Nhị), Vũ Quý Huỳnh (ở Ngô Đồng), Đinh Thúc Dự (ở Đông An), Lê Thành (ở Hội Khê), Hoàng Thọ Tiễu (ở Xuân Bảng), Vũ Xứng, Vũ Đức Phương (ở Hoành Nha) đã họp bàn kế hoạch lãnh đạo nhân dân khởi nghĩa giành chính quyền ở hai huyện Xuân Trường, Giao Thủy.
Suốt đêm 20-8-1945, tổ Việt Minh ở Tự Lạc và Lạc Nghiệp phân công nhau may cờ đỏ sao vàng, chuẩn bị vũ khí, huy động lực lượng quần chúng. Ngày 21-8-1945, trước khi đoàn khởi nghĩa xuất phát đã tổ chức làm lễ thượng cờ tại sân chùa với 51 đồng chí, rồi chia thành hai mũi đi cướp chính quyền tại Xuân Trường và Lạc Quần, sau đó hợp quân xuống chiếm đồn địch tại huyện lỵ Giao Thủy. 
Nhà sư Thích Thanh Điến trụ trì chùa Tự Lạc tích cực tham gia kháng chiến, nuôi dấu cán bộ cách mạng anh dũng hy sinh ngày 23/08/1953.
Với những giá trị lịch sử, ngày 26-2-2003, UBND tỉnh Nam Định đã quyết định công nhận di tích đền chùa Tự Lạc là Di tích lịch sử văn hóa

## Di tích tôn giáo tín ngưỡng và lễ hội

### Tín ngưỡng truyền thống
- Đền Trần - Trà Lũ (đền Trần ba xã Bắc - Trung - Phương) thờ Quốc công tiết chế Hưng Đạo đại vương Trần Quốc Tuấn. Ban đầu ngôi đền xây dựng năm Đồng Khánh - Ất Dậu (1897) do các thân hào giàu có trong phủ Xuân Trường lập ra hội Chi Lan, sau này ngôi đền giao về tổng Trà Lũ phụng sự.
- Đền làng Trà Lũ Trung thờ thành hoàng Đại Phạn tôn thần (tức An Dương Vương).
- Đền làng Trà Lũ Bắc thờ thành hoàng Huệ Trân công chúa (tức Đào Trân, nữ tướng thời Hai Bà Trưng). Năm 2006, tỉnh Nam Định xếp hạng di tích lịch sử văn hóa cấp tỉnh.
- Đền làng Trà Lũ Đông thời thành hoàng Hinh Long đại vương. Năm 2023, tỉnh Nam Định xếp hạng di tích lịch sử văn hóa cấp tỉnh
- Đền làng Trà Thủy xây dựng năm Vĩnh Trị thứ hai (1677) thờ 2 vị thành hoàng Đông Hải Đoàn đại vương và Nam Hải Phạn đại vương cùng tứ Tổ lập làng.
- Đền làng Tự Lạc thờ anh hùng dân tộc Triệu Việt Vương.
- Đền làng An Cư thờ thờ thủy tổ Vũ Phúc Diễn và hai vị thần Nam Hải Đại vương và Linh Lang Đại vương. Năm 1992, nhà nước xếp hạng Di tích lịch sử văn hóa cấp quốc gia.
- Đền thôn Trung làng Nam Điền thờ Hưng Đạo đại vương Trần Quốc Tuấn và Điện súy thượng tướng quân Phạm Ngũ Lão. Năm 2015, tỉnh Nam Định xếp hạng di tích lịch sử văn hóa cấp tỉnh.

### Phật giáo
- Chùa Linh Quang - Trà Lũ Trung được xây dựng từ thời Hậu Lê, Bảo Thái nguyên niên (1720). Chùa là chốn Tổ của sơn môn Linh Quang - Trà Lũ Trung với hơn 300 cơ sở tự viện trong và ngoài nước, chùa cũng trụ sở trường hạ Phật giáo vùng Xuân Trường. Năm 1992, chùa được xếp hạng Di tích kiến trúc nghệ thuật cấp quốc gia.
- Chùa Cảnh Linh - Trà Lũ Bắc được xây dựng thời Hậu Lê, trùng tu lớn hoàn thành năm 2023. Chùa là một trong những trung tâm lớn của thiền phái Tào Động phía nam đồng bằng sông Hồng. Hiện nay chùa còn bảo tồn hệ thống minh văn khắc trên bia đá thời Nguyễn, khánh đồng niên hiệu Cảnh Thịnh (1796). Năm 2006, chùa được xếp hạng di tích lịch sử văn hóa cấp tỉnh.
- Chùa Tiên Quang - Trà Lũ Đông được xây dựng thời Hậu Lê, trùng tu lớn hoàn thành năm 2015. Trong kháng chiến chống Pháp chùa là cơ sở hoạt động bí mật của du kích, nuôi dấu cán bộ cách mạng. Ni sư Thích Đàm Y được tặng thưởng Huy chương kháng chiến hạng Nhì.
- Chùa Sùng Ninh - Lạc Nghiệp được xây dựng từ năm Thống Nguyên thứ hai (1523), có nhiều công trình kiến trúc độc đáo. Chùa thuộc thiền phái Tào động, với nhiều minh văn khắc trên bia đá có niên đại sớm nhất xã Xuân Hưng tiêu biểu là văn bia Sùng Ninh tự bi khắc dựng năm Canh Dần (1530).
- Chùa Thái An - Tự Lạc được xây dựng từ năm Quý Mão (1843), tu bổ lớn vào năm Ất Sửu (1925), chùa kiến trúc kiểu “tiền chữ Nhất hậu chữ Đinh”. Chùa là địa điểm thành lập chi bộ Cộng sản đầu tiên ở các huyện phía nam tỉnh Nam Định cũ. Năm 20023, chùa được xếp hạng di tích lịch sử văn hóa cấp tỉnh.
- Chùa An Lạc - Trà Thủy xây dựng từ thời Nguyễn. Thời kỳ kháng chiến chống Pháp chùa là cơ sở cách mạng của huyện, hòa thượng Thích Thanh Điện được tặng thưởng Huân chương kháng chiến hạng Nhất.
- Chùa Linh Quang - An Cư xây dựng từ thế kỷ XVII, từng là trung tâm Ban đại lí Phật giáo Xuân Trường năm 1936. Đến năm 1952, quân Pháp chiếm đóng phá hủy làm đồn bốt. Sau này cải tạo làm các công trình ủy ban, trạm xá, trường học và tài lập chùa trên vị trí cũ từ năm 2010. Trong thời gian chưa tái lập, chùa tạm thời rời về cải tạo nhà khách cạnh đền An Cư, nơi đây còn bảo tồn tấm bia Linh Quang tự bi ký khắc dựng năm Hoằng Định 17 (1617) ghi lịch sử trùng tu chùa.
- Chùa Phúc Quang - Nam Điền xây dựng năm Thiệu Trị thứ ba (1843). Từ năm 1997, ni trưởng Thích Đàm Hiếu cùng nhân dân trùng tu tôn tạo như hiện nay.
- Chùa Phúc Sơn - Quần Lung xây dựng từ niên hiệu Minh Mạng. Từ năm 1986, ni sư Thích Đàm Hạnh cùng nhân dân kiến thiết lại như ngày nay.

### Công giáo
Tổng Trà Lũ xưa thuộc xã Xuân Hưng, là địa danh ghi dấu nơi đạo Công giáo được truyền đến đầu tiên ở Việt Nam. Sách Khâm định Việt sử thông giám cương mục in năm 1884, thường dẫn thường dẫn nội dung của Đại Việt sử ký tiền biên và sách Dã Lục, được ghi nhận lại trong sách Tây dương Gia tô bí lục đều thống nhất:
"Gia tô: Theo sách Dã Lục, thì ngày 1 tháng 3 năm Nguyên Hòa thứ nhất (1533) đời Lê Trang Tông, người Tây Dương tên là Y-nê-xu lén lút đến xã Ninh Cường, xã Quần Anh huyện Nam Chân và xã Trà Lũ huyện Giao Thủy, ngấm ngầm truyền giáo về tả đạo Gia tô."
Theo Trà Lũ xã trí của Lê Văn Nhưng soạn năm Duy tân thứ chín (1915): 
"Xét ở xã ta thì xóm Bắc Tỉnh xứng đáng là đất Tổ đầu của Thiên Chúa giáo vậy. Thời trước các giám mục người Y Nha Pho, Tây Ban Nha thường về đây trước rồi mới về Phú Nhai là xã toàn tòng. Đến khi tổ chức kỷ niệm Thiên Chúa (lễ Quan Thầy) thường tổ chức ở đây"
- Nhà thờ Phú Nhai kính Đức Mẹ Vô Nhiễm Nguyên Tội là quan thầy đệ nhất giáo phận Bùi Chu, lễ kính ngày 8 tháng 12. Nhà thờ Phú Nhai hoàn thành xây dựng năm 1933, mang phong cách kiến trúc gô-tích, nổi bật hai ngọn tháp cao 44 m. Năm 2008, tòa thánh Vatican phong là Tiểu vương cung thánh đường. Gần nhà thờ còn có tu viện của các nữ tu dòng Đa minh Phú Nhai.
- Giáo xứ Kính Danh thành lập từ thế kỷ XVII (từ trước nhưng lại là họ lẻ thuộc xứ Phú Nhai), đến tháng 8 năm 1937 thì tách thành giáo xứ riêng. Quan thầy Kính danh chúa Giêsu, sau Công đồng Vanicano II đổi quan thầy Chúa Giêsu Vua. Nhà thờ ban đầu xây dựng năm 1888, đến năm 1993 hạ giải nhà thờ cũ, hoành thành công trình năm 1996.
- Giáo xứ Nam Điền thành lập từ năm 1770, giáo dân chủ yếu người họ Trần và họ Phan từ làng Trà Lũ chuyển cư ra. Tôn nhận Thánh Giuse làm quan thầy gọi là (Họ Thánh Giuse Nam Điền). Năm 1880 xây dựng nhà thờ bằng gỗ. Năm 1937 là giáo họ thuộc xứ Kính Danh, từ năm 1955 - 1996 giáo họ thuộc xứ Phú Nhai. Đến năm 2007 thì tách hẳn khỏi xứ Phú Nhai thành lập giáo xứ Nam Điền. Xây dựng lại nhà thờ và hoàn thành năm 2014.
- Giáo xứ Thánh Mẫu trước đây là giáo họ Nghiệp Thổ (một trong 8 giáo họ thuộc giáo xứ Quần Cống) được tách ra và nâng lên thành giáo xứ từ năm 1999. Giáo xứ Thánh Mẫu nhận Đức Maria Mẹ Thiên Chúa làm bổn mạng, lễ kính vào ngày 1 tháng 1. Năm 2002, nhận Đức Mẹ Lavang làm quan thầy đệ nhị, lễ kính vào ngày 15/8. Nhà thờ nổi bật với hai cây tháp cao 44m được khánh thành vào ngày lễ Mẹ Mân Côi (7/10/1999).
- Giáo xứ Thánh Thể trước đây là giáo họ Khu Tây thuộc giáo xứ Quần Cống. Năm 1941, giáo họ Trại Đồng (quan thầy thánh An Tôn) được tách lập, hoàn thành xây dựng nhà thờ 1993. Năm 1996, thành lập giáo xứ Thánh Thể, có bổn mạng quan thầy là Thánh Thể Chúa KiTo.

## Danh nhân
Phan Bá Vành (?-1827) là thủ lĩnh khởi nghĩa nông dân từ 1821-1827, quy tụ đông đảo lực lượng nông dân khắp các tỉnh đồng bằng Bắc Bộ chống lại áp bức của triều đình nhà Nguyễn. Ông sinh ra ở làng Minh Giám (Thái Bình), có gốc là cháu đời thứ 11 họ Phan làng Trà Lũ Đông. Khi cuộc khởi nghĩa bùng nổ căn cứ chính đóng tại Trà Lũ (Nam Định), quy tụ nhiều người Trà Lũ làm tướng tài như Hai Đáng, Trần Bất Hựu, Phan Khánh...
1. 1 2  Nghị quyết của Quốc hội về sắp xếp các đơn vị hành chính cấp xã của tỉnh Ninh Bình năm 2025
2. ↑  "Biến động cửa Ba Lạt, cửa Hà Lạn trong thời kỳ cận đại và ảnh hưởng của chúng tới diễn biến bồi tụ xói lở khu vực Hải Hậu - Nam Định". Biến động cửa Ba Lạt, cửa Hà Lạn trong thời kỳ cận đại và ảnh hưởng của chúng tới diễn biến bồi tụ xói lở khu vực Hải Hậu - Nam Định. Truy cập ngày 3 tháng 7 năm 2025.
3. 1 2  admin (ngày 24 tháng 7 năm 2024). "Trà Lũ xã chí – THƯ VIỆN TỈNH NAM ĐỊNH". Truy cập ngày 5 tháng 7 năm 2025.
4. ↑  CHU, GIÁO PHẬN BÙI (ngày 16 tháng 12 năm 2024). "Tìm hiểu về địa danh Trà Lũ, Phú Nhai..." GIÁO PHẬN BÙI CHU. Truy cập ngày 5 tháng 7 năm 2025.
5. ↑  Hiên, Đinh Thị Thùy (ngày 15 tháng 6 năm 2007). "Vài nét về xã Trà Lũ (Nam Định) đầu thế kỷ XIX qua tư liệu địa bạ". VNU Journal of Science: Social Sciences and Humanities (bằng tiếng Anh). Quyển 23 số 2.
6. 1 2  Ký sự làng quê - Làng Trà Thủy, Tác giả Đỗ Đức Tặng, năm 2016.
7. 1 2 3 4  Lịch sử Đảng bộ và nhân dân xã Thọ Nghiệp, xuất bản năm 2008. từ trang 6 đến trang 12
8. ↑  Lịch sử Đảng bộ và nhân dân xã Xuân Vinh. BCH Đảng bộ xã Xuân Vinh 2009
9. ↑  Nghị định số 224-TTg của Thủ tướng Chính phủ nước Việt Nam dân chủ cộng hòa ngày 15 – 10 – 1952 đổi tên 19 xã của huyện Xuân Trường
10. ↑  Quyết định số 89-NV ngày 18 – 3 – 1968 của Bộ trưởng Bộ Nội vụ thay đổi đơn vị hành chính cấp xã của huyện Xuân Thủy
11. ↑  Quyết định số 164-NV ngày 28 – 3 – 1969 của Bộ trưởng Bộ Nội vụ thay đổi địa giới địa danh một số xã của huyện Xuân Thủy
12. ↑  Quyết định số 233-TTg ngày 21 – 8 – 1971 của Bộ trưởng Phủ Thủ tướng
13. ↑  Ngày 23 tháng 7 năm 2024, Ủy ban Thường vụ Quốc hội ban hành Nghị quyết số 1104/NQ-UBTVQH15 về việc sắp xếp đơn vị hành chính cấp huyện, cấp xã trên địa bàn tỉnh Nam Định (nghị quyết có hiệu lực từ ngày 1 tháng 9 năm 2024)
14. 1 2  Giới thiệu về xã Xuân Hưng, tỉnh Ninh Bìnhhttps://xuanhung.ninhbinh.gov.vn/vai-net-ve-xa-xuan-hung
15. 1 2 3  Hồ sơ di tích đền chùa Tự Lạc. Sở văn hóa thông tin tỉnh Nam Định năm 2002
16. 1 2 3  "Chùa Tự Lạc (Thái An Tự – Xuân Trường, Nam Định)". Chốn Thiêng. ngày 13 tháng 6 năm 2022. Truy cập ngày 8 tháng 7 năm 2025.
17. ↑  "Chùa Tự Lạc - nơi thành lập chi bộ Đảng đầu tiên". baonamdinh.vn. Truy cập ngày 8 tháng 7 năm 2025.
18. 1 2  Sách Trà Lũ xã chí của Lê Nhưng soạn năm Duy Tân 1915, Đỗ Hữu Trác dịch. Nhà xuất bản Tôn giáo 2019
19. ↑  "Request Rejected". xuantruong.namdinh.gov.vn. Lưu trữ bản gốc ngày 2 tháng 5 năm 2025. Truy cập ngày 8 tháng 7 năm 2025.
20. ↑  "Đền An Cư - Nơi hội tụ nhiều giá trị văn hóa truyền thống". baonamdinh.vn. Truy cập ngày 8 tháng 7 năm 2025.
21. ↑  "Các di tích lịch sử - văn hóa ở Xuân Vinh". baonamdinh.vn. Truy cập ngày 8 tháng 7 năm 2025.
22. ↑  "Hội nghị Tổng kết công tác Phật sự khoá I và ra mắt khoá II Hệ phái Linh Quang-Trà Lũ Trung". phatgiaonamdinh.vn. ngày 1 tháng 1 năm 2024. Truy cập ngày 8 tháng 7 năm 2025.
23. ↑  "Chùa Xuân Trung". baonamdinh.vn. Truy cập ngày 27 tháng 7 năm 2025.
24. ↑  Bia đá kỷ niệm tại nhà thờ
25. ↑  "Những sự kiện đáng nhớ – Danh sách các Linh mục quản xứ từ 1955 – 2018 – GIÁO XỨ NAM ĐIỀN – Gp. BÙI CHU". ngày 26 tháng 11 năm 2018. Truy cập ngày 29 tháng 7 năm 2025.
26. ↑  "Nhà thờ Giáo xứ Thánh Mẫu - Bùi Chu". nhathoconggiaovietnam.com. Truy cập ngày 29 tháng 7 năm 2025.
27. ↑  "GIÁO XỨ THÁNH MẪU, GIÁO PHẬN BÙI CHU, HÂN HOAN MỪNG KÍNH MẸ LAVANG". KÊNH THÔNG TIN XUÂN BÍCH VN. ngày 24 tháng 8 năm 2009. Truy cập ngày 29 tháng 7 năm 2025.